# Fysiopraktor
En fysiopraktor utbildad i Sverige arbetar med manuell terapi och friskvårdsmedicin. 
En fysiopraktor (Physiopractor) har utbildning i manuell muskeltestning MMT, strukturell kinesiologi, kinesioterapi, fysiopraktik, neuromuskulära tester och neuromotorik, strukturell osteopati och mjuk kiropraktik samt traditionell svensk medicinsk sjukgymnastik. 
En stor del av utbildningen ägnas åt manuell muskeltestning MMT och dess terapeutiska användning. Över 200 olika typer av manuella muskeltester ingår i utbildningen.